# 長沼站 (靜岡縣)
長沼站（日语：／ Naganuma eki */?）是位於靜岡縣靜岡市葵區長沼一丁目1番1號，靜岡鐵道的靜岡清水線車站。車站編號為S06。車站鄰接長沼工場和鐵道營業所，為靜岡清水線運行據點。雖然如此，急行和通勤急行均會通過此站。首班車會從此站出發（平日早上），也設有列車以此站為終點站（毎日晚上）。

## 歷史
- 1908年（明治41年）12月9日 - 車站啟用

## 車站構造
車站是一座地面車站，設有1面1線的單式月台和1面2線的島式月台，共有2面3線的月台。
車站北邊設有長沼工場的車廠與留置線。靠近新靜岡一方的路軌在進入此站前設有渡線進入長沼工場。在上行月台中設有男女共用濕廁。每年在長沼工場內會舉行「靜鐵電車節」。

### 月台
| 月台 | 路線        | 上下行 | 方向             |
| ---- | ----------- | ------ | ---------------- |
| 1、2 | ●靜岡清水線 | 下行   | 草薙、新清水方向 |
| 3    | ●靜岡清水線 | 上行   | 新靜岡方向       |

1號月台主要讓列車停泊，以及從此站出發的區間列車會使用該月台，其他列車不會使用該月台。在車輛檢査等情況下，乘客或需要在此站轉乘另一班列車，列車會進入1號月台，然後乘客需要在此站前往轉乘2號月台的列車。另外，1號月台可用作待避列車之用，普通列車會停靠該月台，以便急行列車通過2號月台追越普通列車。上述待避在2011年12月10日～2012年1月9日的星期六、日及假日開設臨時急行時首次實施。

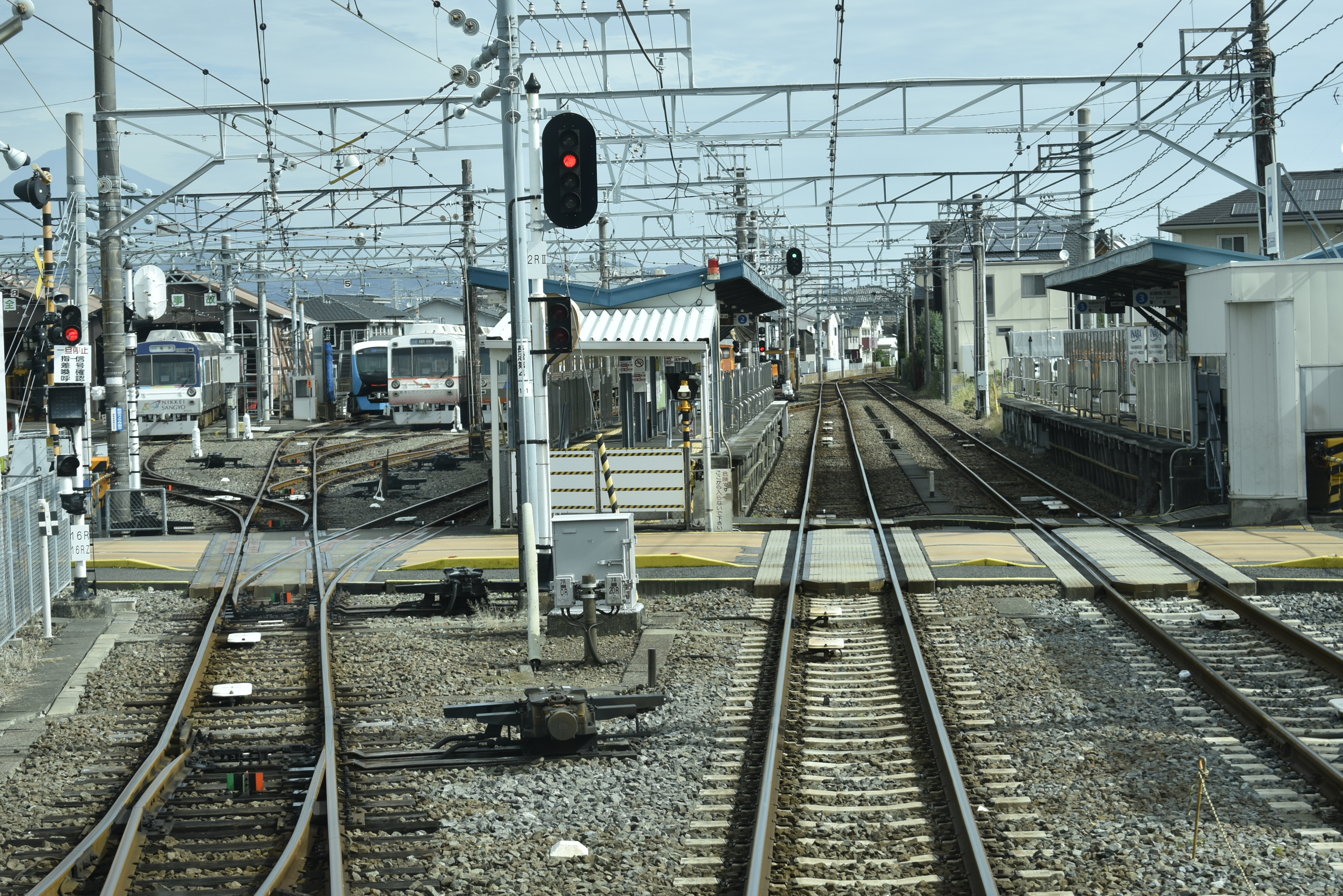
從下行線望向此站（2020年10月）
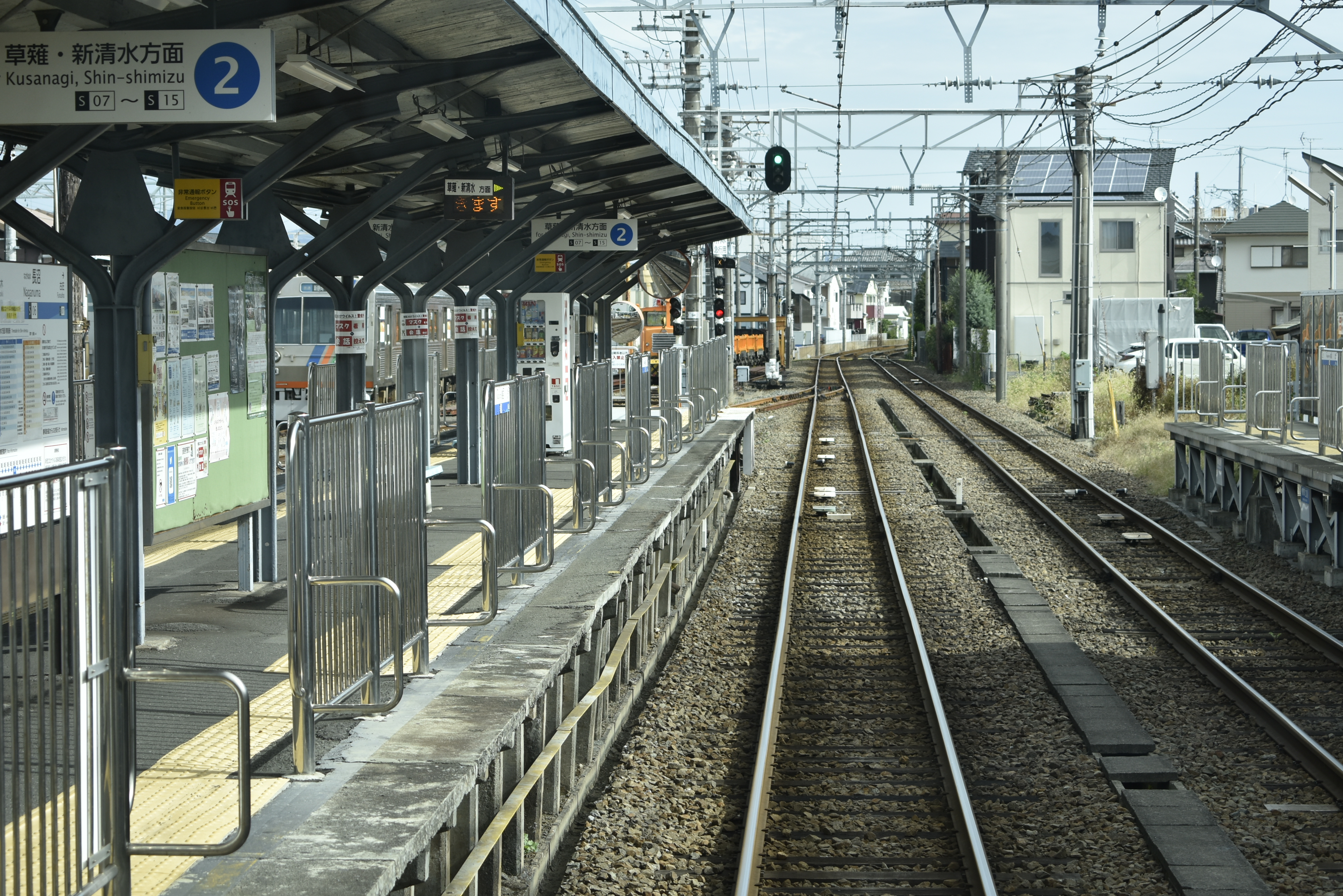
下行列車進站中（2020年10月）
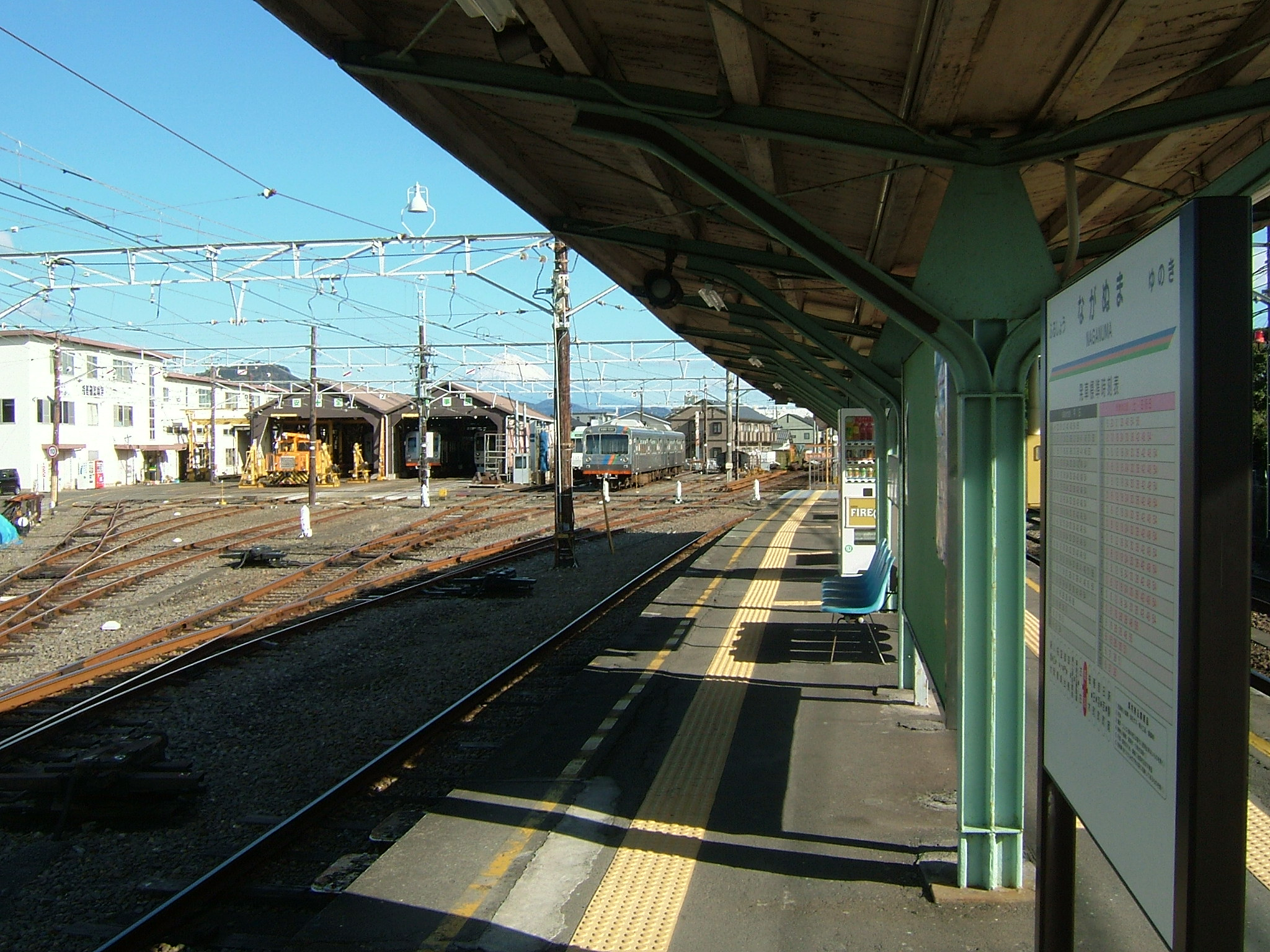
月台與留置線（2009年1月）
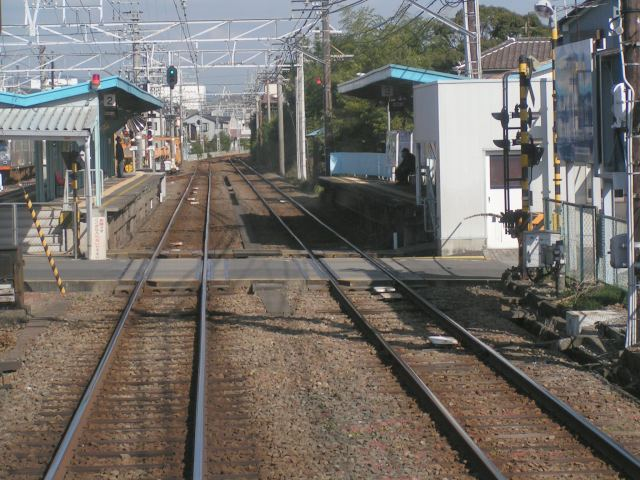
月台（2005年11月17日）

## 使用狀況
根據「靜岡市統計書」，2018年度一日平均乘車人次為1,304人，下車人次為1,194人。以上落人次比較，於靜岡清水線15座車站中排名第10。以下為近年上落人次列表：
| 年度               | 1日平均上落人次 | 1日平均上落人次 | 1日平均上落人次 |
| 年度               | 上車人次        | 落車人次        | 合計            |
| ------------------ | --------------- | --------------- | --------------- |
| 2002年（平成14年） | 495             | 662             | 1,157           |
| 2003年（平成15年） | 590             | 716             | 1,306           |
| 2004年（平成16年） | 627             | 746             | 1,373           |
| 2005年（平成17年） | 802             | 752             | 1,554           |
| 2006年（平成18年） | 669             | 762             | 1,431           |
| 2007年（平成19年） | 686             | 783             | 1,469           |
| 2008年（平成20年） | 1,033           | 997             | 2,030           |
| 2009年（平成21年） | 987             | 938             | 1,925           |
| 2010年（平成22年） | 901             | 750             | 1,651           |
| 2011年（平成23年） | 892             | 793             | 1,685           |
| 2012年（平成24年） | 934             | 847             | 1,781           |
| 2013年（平成25年） | 1,025           | 905             | 1,930           |
| 2014年（平成26年） | 1,104           | 993             | 2,097           |
| 2015年（平成27年） | 1,178           | 1,053           | 2,231           |
| 2016年（平成28年） | 1,227           | 1,107           | 2,334           |
| 2017年（平成29年） | 1,250           | 1,146           | 2,396           |
| 2018年（平成30年） | 1,304           | 1,194           | 2,498           |

## 車站周邊
- 東靜岡站 - JR東海東海道本線。
- 萬代興趣中心（日语：バンダイホビーセンター）
- 靜岡縣立科學技術高等學校（日语：静岡県立科学技術高等学校）
- 愛宕靈園 - 靜岡市營墓地。
- 日東紡（日语：日東紡）愛宕高爾夫花園
- 靜岡縣會議藝術中心（日语：静岡県コンベンションアーツセンター）（Granship） - 比較接近東海道本線東靜岡站
- MARK IS 靜岡（日语：MARK IS 静岡） - 比較接近東海道本線東靜岡站

## 相鄰車站
靜岡鐵道
 S  靜岡清水線
■通勤急行、■急行
通過
■普通
柚木（S05）－長沼（S06）－古庄（S07）

## 注腳
1. ↑  在1996年（平成8年）11月18日，車站地址從「長沼町一丁目」改名而成
2. 1 2  月台方向表示採用靜鐵官方網站中此站的「時間表」為準
3. ↑  静岡市統計書 （页面存档备份，存于）（日語） - 靜岡市

## 外部連結
- 時間表、沿線資訊 - 長沼站 （页面存档备份，存于）（日語） - 靜鐵集團